# 贾森·尼布利特
贾森·尼布利特（英語：Jason Niblett，1983年2月18日—），澳大利亚男子自行车运动员。他曾代表澳大利亚参加2010年和2014年英联邦运动会自行车比赛，获得一枚金牌和二枚银牌。